# Limnia sandovalensis
Limnia sandovalensis är en tvåvingeart som beskrevs av Fisher och Orth 1978. Limnia sandovalensis ingår i släktet Limnia och familjen kärrflugor. Inga underarter finns listade i Catalogue of Life.